# Rețeaua
Rețeaua este un film românesc din 2015 regizat de Claudiu Mitcu. Rolurile principale au fost interpretate de actorii Andreea Puiu Drăghicescu, Andra Oprea, Valeriu Tatu.

## Distribuție
Distribuția filmului este alcătuită din:
- Valeriu Tatu
- Cristian Scurtu
- Benehek Istvan
- Călin Popescu Tăriceanu
- Eugen Nicolăescu
- Smaranda Arghirescu
- Andreea Puiu Drăghicescu
- Andra Oprea